# アルブレヒト・デューラー (父)

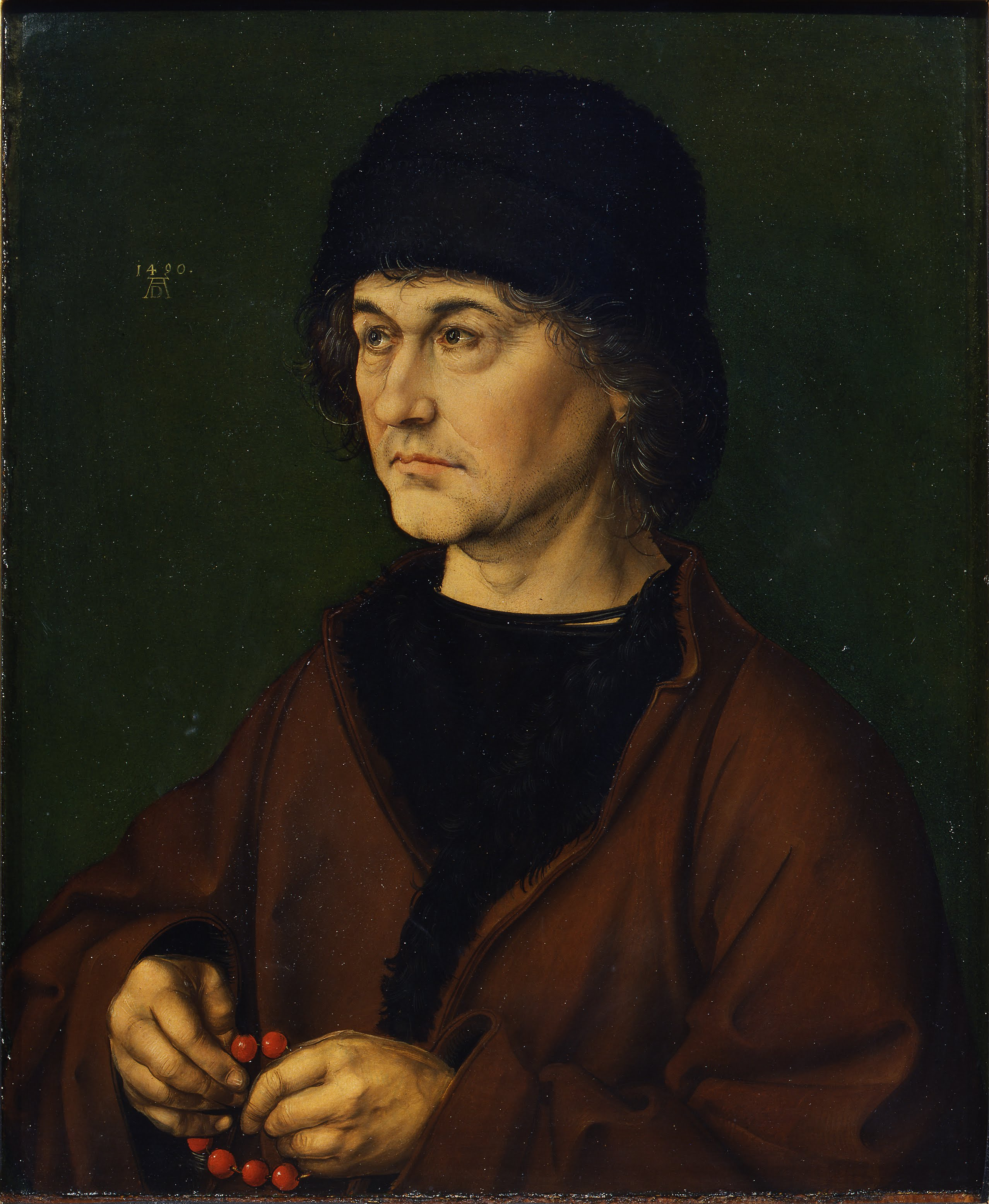
アルブレヒト・デューラー1490年オークパネルに描かれた47.5 cm×39.5 cm。フィレンツェのウフィツィ美術館

アルブレヒト・デューラー（Albrecht Dürer der Ältere, 1427年 - 1502年）は、ハンガリー系（マジャル系）の金細工職人。 北方ルネサンス初期の人物として知られる。

## 概要
ドイツ東南部のニュルンベルク出身で、同名の画家アルブレヒト・デューラーの父でもある。

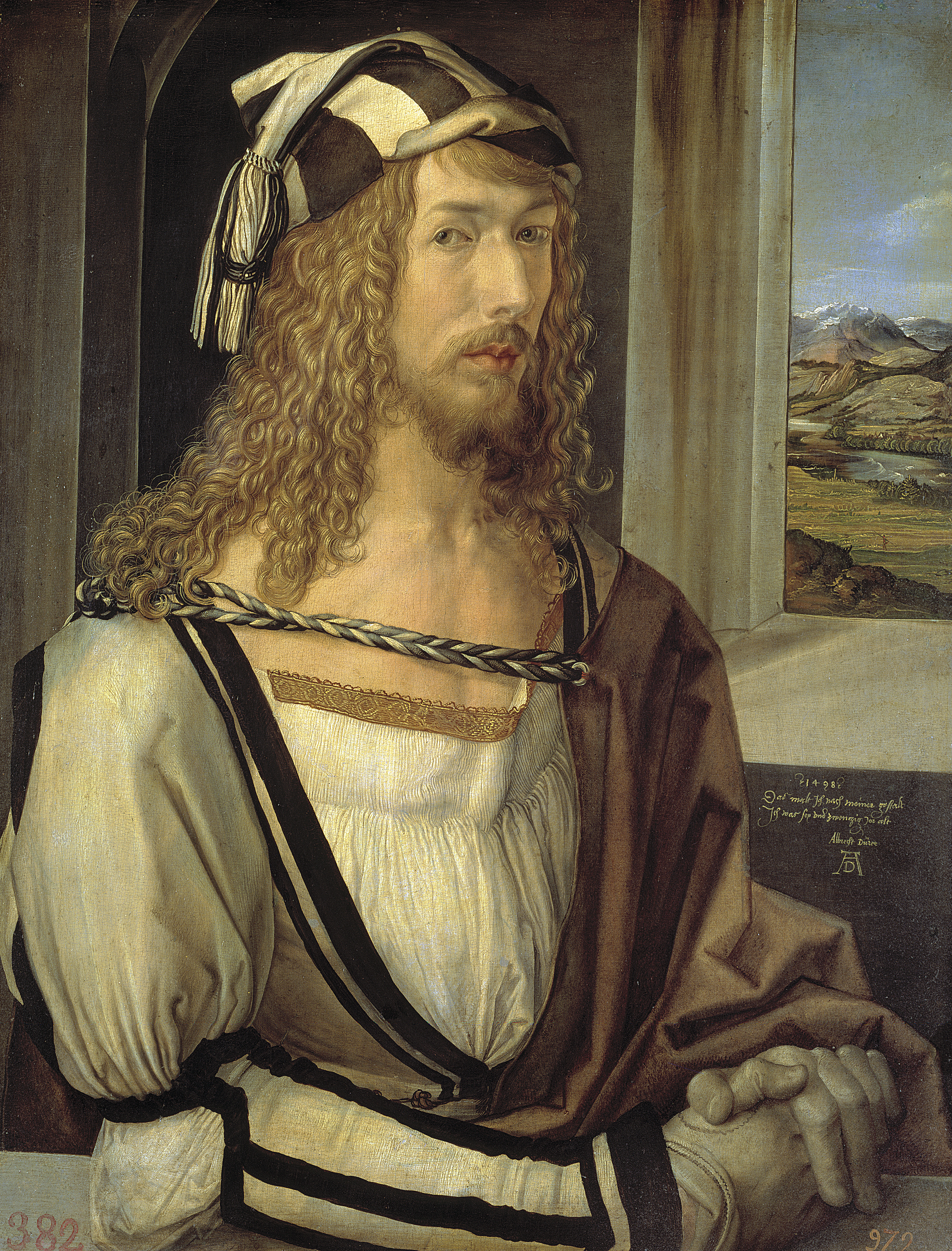
アルブレヒト・デューラーの自画像 1498年
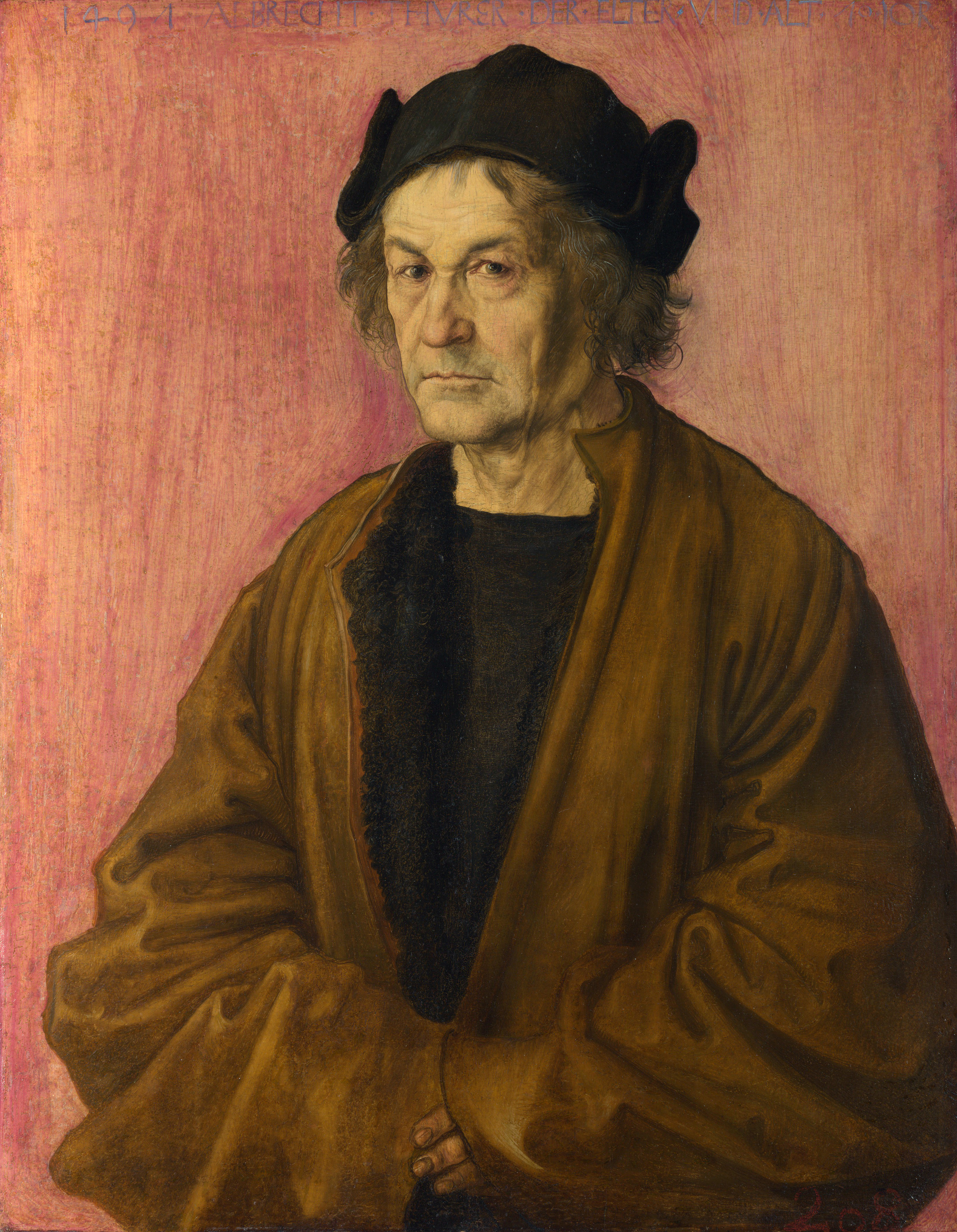
1497年に息子によって描かれた70年代の肖像画